# Hans-Jürgen Haubrich

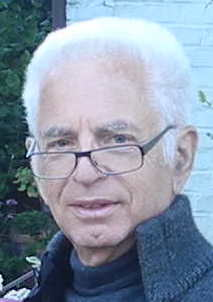
Hans-Jürgen Haubrich im September 2012

Hans-Jürgen Haubrich (* 1. März 1941 in Montabaur; † 15. Juli 2019 in Aachen) war ein deutscher Elektrotechniker und emeritierter Universitätsprofessor der RWTH Aachen. Er wurde vor allem bekannt durch seine Forschungsarbeiten zur Grundsatz- und Ausbauplanung elektrischer Energieversorgungsnetze.

## Leben
Nach dem Abitur studierte Haubrich ab 1960 Elektrotechnik an der TU Darmstadt mit Abschluss zum Diplom-Ingenieur im Jahr 1965. Am dortigen Institut für Elektrische Energieversorgung war er von 1966 bis 1973 als wissenschaftlicher Mitarbeiter beschäftigt und promovierte im Jahr 1971 bei Gerhard Hosemann zum Thema „Einpolige Kurzunterbrechung in Höchstspannungsnetzen 500 kV - 1500 kV“. Von 1973 bis 1989 war er in verschiedenen Positionen bei den Vereinigten Elektrizitätswerken Westfalen (VEW) in Dortmund tätig, zuletzt als Leiter der Hauptabteilung Planung. Zugleich war er seit 1978 als Lehrbeauftragter für Netzplanung und -betrieb an der TU Dortmund und der Ruhr-Universität Bochum tätig, die ihn 1985 zum Honorarprofessor ernannte. Während dieser Zeit veröffentlichte Haubrich grundlegende Fachbeiträge, die für die Konzeption und Betriebsweise von Hochspannungsnetzen bis heute von praktischer Bedeutung sind.
1990 folgte Haubrich nach mehreren Rufen anderer Hochschulen einem Ruf der RWTH Aachen und übernahm dort in Nachfolge von Kurt W. Edwin die Leitung des Institutes für Elektrische Anlagen und Energiewirtschaft. Neben der regulären Lehrtätigkeit im Bereich der Elektrischen Energietechnik machte Haubrich sich als Initiator und Koordinator zahlreicher neuer Lehraktivitäten verdient. So etabliere er ab 1998 den Master-Studiengang „Electrical Power Engineering“ an der RWTH Aachen, der sich vor allem an hochqualifizierte ausländische Studierende richtete. Der Energiewirtschaftler Haubrich initiierte zudem technisch/wirtschaftlich geprägte Studiengänge, so ab 2003 den „Wirtschaftsingenieur für Elektrische Energietechnik“ als Diplomstudiengang. Gemeinsam mit Professor Ströbele von der Universität Münster begründete er in 2007 den berufsbegleitenden Master-Studiengang „Energiewirtschaft“ am Haus der Technik in Essen, der mit einem gemeinsamen Zeugnis beider Hochschulen als besonderem Reiz abschließt.
Schwerpunkt seiner wissenschaftlichen Tätigkeit an der RWTH Aachen war die Entwicklung von mathematischen Berechnungs- und Simulationsverfahren für Kraftwerke, Netze und Energiemärkte. Prägend für seine Arbeit und angeregt durch seine langjährige Tätigkeit in der Elektrizitätswirtschaft war die Praxisnähe seiner Forschung, die in zahlreichen Studien und Gutachten für Wirtschaftsunternehmen und behördliche Institutionen ihren Ausdruck fand. In seiner Zeit an der RWTH Aachen veröffentlichte Haubrich rd. 350 wissenschaftliche Fachbeiträge und betreute rd. 85 Dissertationen.
Während seiner Zeit an der RWTH Aachen baute er die dortige Forschungsgesellschaft Energie e.V. (FGE) als Geschäftsführendes Kuratoriumsmitglied auf rd. 60 Mitgliedsunternehmen aus und etablierte die zweijährlichen FGE-Tagungen „Markt und Netze“ zu einem festen Treffpunkt von Wissenschaft und Wirtschaft mit über 400 Teilnehmern. Haubrich überführte 2003 die industrieeigene Forschungsgemeinschaft für Elektrische Anlagen und Stromwirtschaft e.V. (FGH) in ein An-Institut der RWTH Aachen mit Sitz in Mannheim und Aachen. Von 2003 bis 2009 war er Vorstandsvorsitzender der FGH.
Haubrich machte Gebrauch von einer Sonderregelung in Nordrhein-Westfalen, die ihm eine Verlängerung seiner Dienstzeit an der RWTH Aachen bis zum Ende seines 68. Lebensjahres erlaubte. Er emeritierte im Jahr 2009 und übergab Lehrstuhl und Institut an seinen ehemaligen Doktoranden und Nachfolger Albert Moser.

## Mitgliedschaften und Ehrungen
Haubrich war langjähriges Mitglied der Energietechnischen Gesellschaft (ETG) im VDE. Diese verlieh ihm 1974 den ETG-Literaturpreis für seinen Fachaufsatz über „das Magnetfeld im Nahbereich von Drehstrom-Freileitungen“. Von 1996 bis 2001 war Haubrich gewähltes Mitglied des ETG-Vorstandes, dessen Vorsitz er seit 1999 innehatte. Als höchste Auszeichnung für Forschung und Entwicklung erhielt Haubrich 2008 den Ehrenring des VDE.
In den Anfängen des Ausbaus der regenerativen Stromerzeugung in Deutschland richtete das Land Nordrhein-Westfalen eine Clearingstelle „Netzeinbindung von Windenergieanlagen“ ein, deren Leiter Haubrich von 1997 bis 2003 war.
Sein besonderes Interesse galt der Erforschung von Wirkungen elektromagnetischer und magnetischer Niederfrequenzfelder auf den Menschen. Er war von 1988 bis 2000 Vorsitzender der Forschungsstelle für Elektropathologie e.V. in Freiburg (heute in München), die sich speziell dieser Fragestellung widmet.
1997 wurde Haubrich zum ordentlichen Mitglied der Nordrhein-Westfälischen Akademie der Wissenschaft und der Künste berufen. Er gehörte seither der dortigen Klasse für Ingenieur- und Wirtschaftswissenschaften an. Seit 2002 war er zudem ordentliches Mitglied der Deutschen Akademie der Technikwissenschaften (acatech).
Haubrich war Mitglied in vielfältigen wissenschaftlichen Beiräten, z. B. bei der Bundesnetzagentur, und Mitherausgeber verschiedener Fachzeitschriften, z. B. der „European Transactions on Electrical Power Engineering“. Er wurde als Experte häufig von der Presse zu tagesaktuellen Themen der Energiewirtschaft befragt. So bezeichnete ihn Die Welt schließlich in mehreren Artikeln als „Deutscher Netz-Papst“.

## Schriften (Auswahl)
- Einpolige Kurzunterbrechung in Höchstspannungsnetzen 500 kV–1500 kV. Dissertation. TU Darmstadt, 1971.
- Das Magnetfeld im Nahbereich von Drehstrom-Freileitungen. In: Elektrizitätswirtschaft. Jg. 85, 1974, S. 511–517.
- Entwicklung der Kurzschlussströme in Energieübertragungs- und Energieverteilungsnetzen. In: etz-a. Band 97, 1976, S. 286–292.
- Kriterien zur Wahl der Sternpunktbehandlung in 110-kV-Netzen. In: Elektrizitätswirtschaft. Jg. 92, 1983, S. 823–828.
- 110-kV-Netze mit Erdschlusskompensation. In: ETG-Fachbericht. 24, VDE-Verlag, 1988, S. 143–157.
- Elektrische Energieversorgungssysteme – Technische und wirtschaftliche Zusammenhänge. (= Aachener Beiträge zur Energieversorgung. Band 13). 1994, ISBN 3-86073-204-8.
- mit Yuri N. Rudenko (Hrsg.): Zuverlässigkeit elektrische Energieversorgungssysteme. (= Aachener Beiträge zur Energieversorgung. Band 21). 1994, ISBN 3-86073-227-7.
- Anforderungen an das Zusammenwirken von Kraftwerk und Netz. In: Elektrischer Eigenbedarf. Energietechnik in Kraftwerken und Industrie. VDE-Verlag, 1996, ISBN 3-8007-1586-4, S. 49–69.
- als Hrsg.: Zuverlässigkeitsberechnung von Verteilungsnetzen. (= Aachener Beiträge zur Energieversorgung. Band 36). 1996, ISBN 3-86073-492-X.
- als Hrsg.: Sicherheit im elektromagnetischen Umfeld. VDE-Verlag, 1998, ISBN 3-8007-1700-X.